# Panamahoed

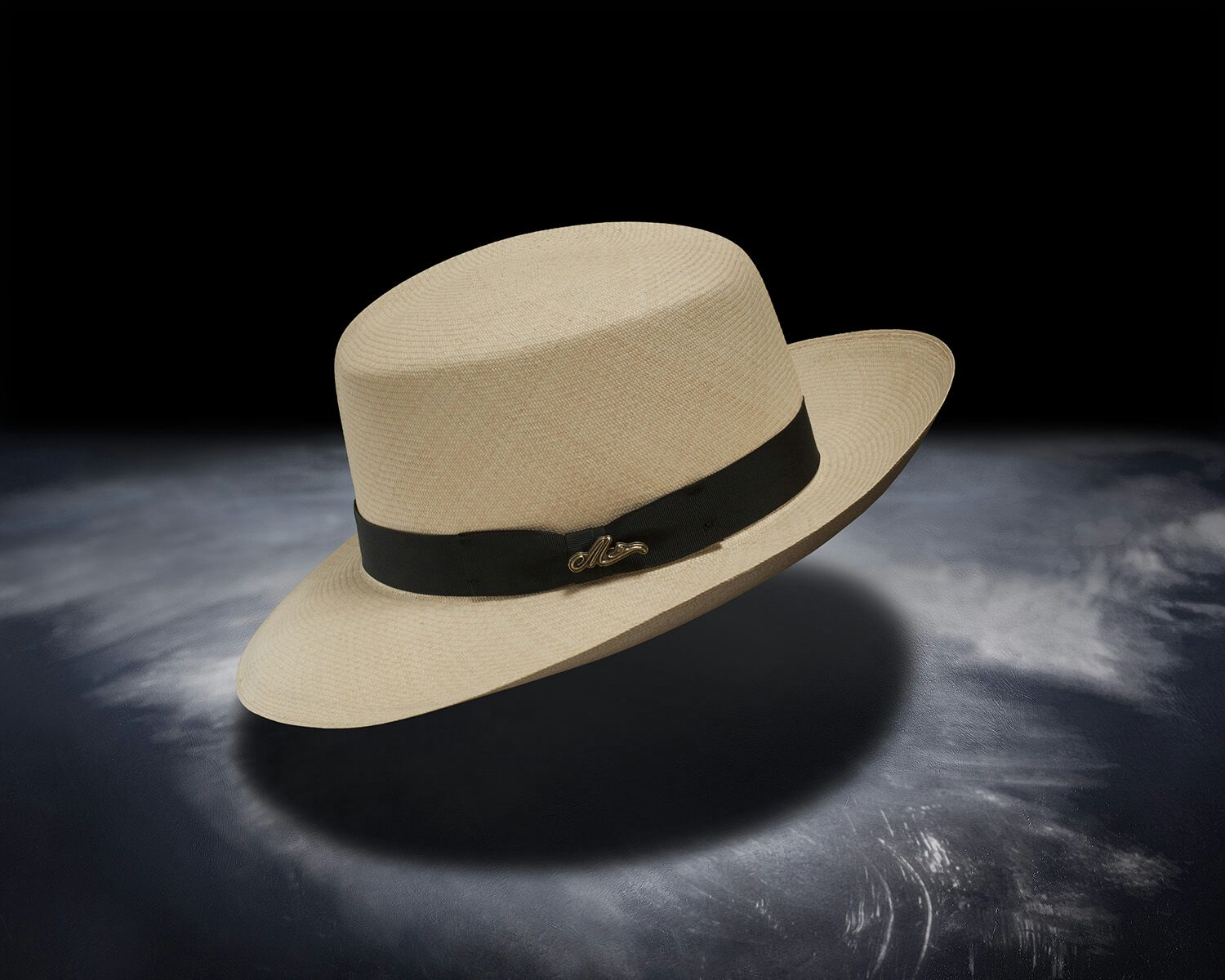
Een panamahoed

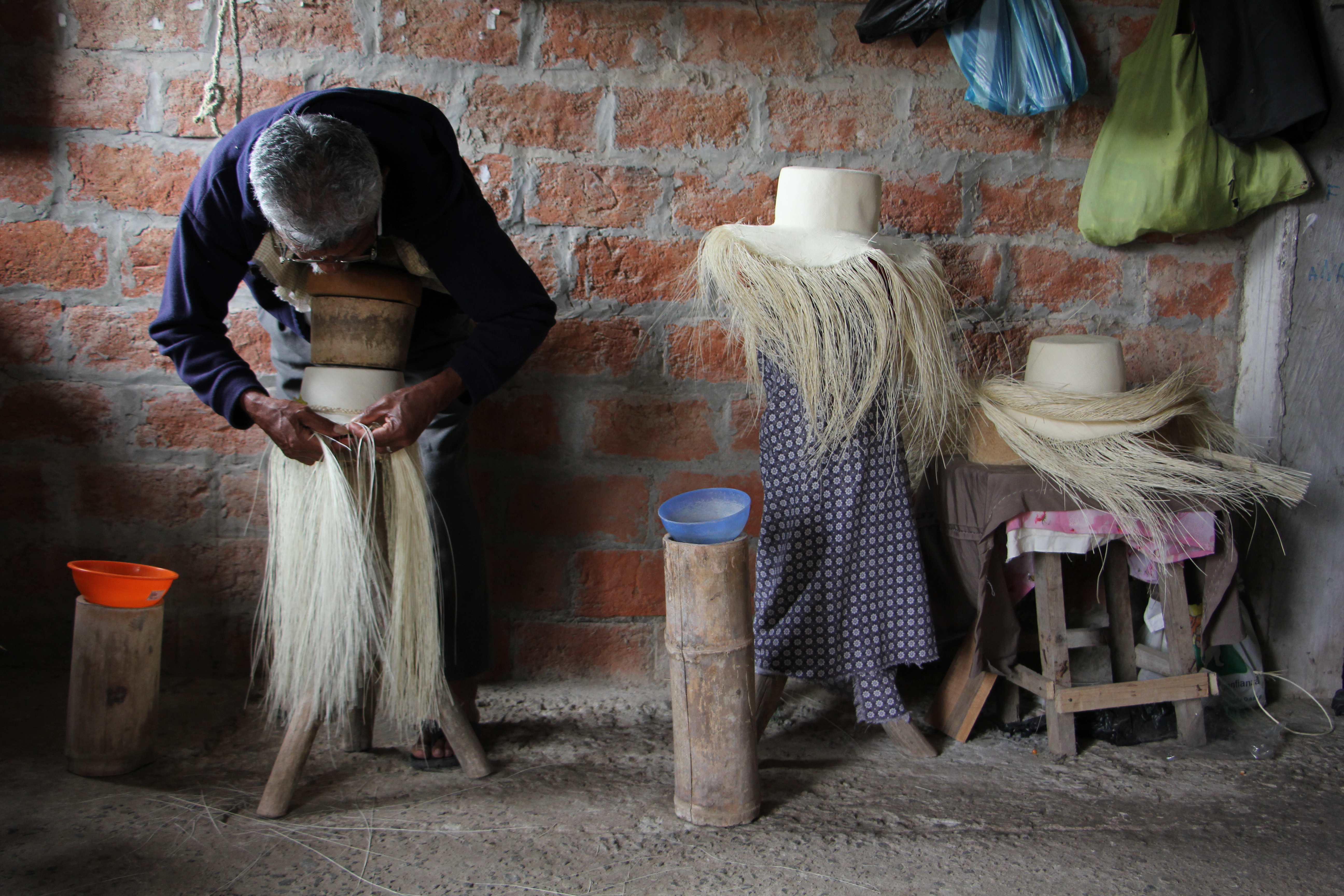
Het weven van de hoeden

Een panamahoed is een hoed gemaakt van gevlochten bladeren van de Carludovica palmata.
De meeste panamahoeden worden in Cuenca gemaakt. De hoeden worden nog steeds met de hand gemaakt, maar zijn toch goedkoop omdat de productie slechts een dag of twee in beslag neemt.
De beste hoeden worden echter geweven in Montecristi. Deze hebben de hoogste weefdichtheid en gaan een leven lang mee. Het duurt vele maanden om zo'n kwaliteitshoed te maken en daardoor zijn Montecristi-panamahoeden nogal prijzig.
Anders dan de naam doet vermoeden komt de panamahoed niet uit Panama, maar uit de provincie Manabí in Ecuador. De Ecuadoranen noemen hun hoeden dan ook geen panamahoed. In Ecuador zijn dit sombreros de paja toquilla, of hoeden van toquillastro.

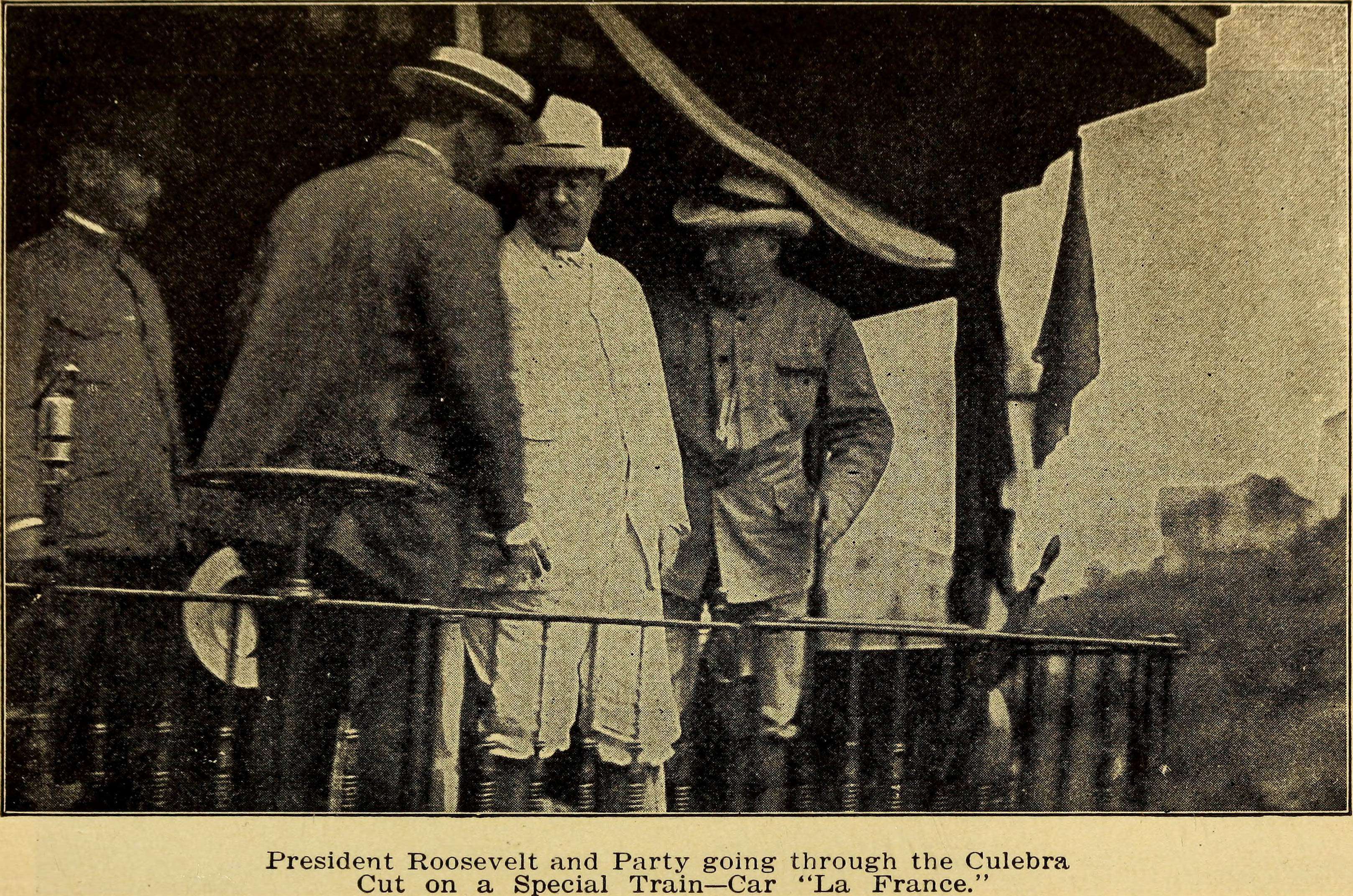
President Roosevelt met panamahoed in 1906

Er zijn enkele redenen te benoemen voor de naam panamahoed:
1. De hoeden werden oorspronkelijk (ca. 1850) vanuit Ecuador naar Panama vervoerd om van daaruit naar Europa verscheept te worden.
2. Toen aan het einde van de 19e eeuw begonnen werd met de aanleg van het Panamakanaal hadden de werkers behoefte aan een zonwerend hoofddeksel. De welbekende foto van 16 november 1906, waar president Theodore Roosevelt een strohoed met zwarte band draagt, zorgde voor wereldwijde bekendheid van de panamahoed.

In Panama zelf, en met name in de provincie Coclé, worden ook strohoeden gemaakt, maar dan in een veelkleurige versie. Deze worden pinta'o genoemd.

## Voetnoot
1. ↑  Zie bijv. van Hasselt, A.W.M. (1856) —  'Panamahoeden.' In: Album der Natuur, vijfde jaargang, p. 71.
2. ↑  https://www.smithsonianmag.com/travel/the-real-panama-hat-180980525/